# Sonnenuhr im Kloster Rouffach

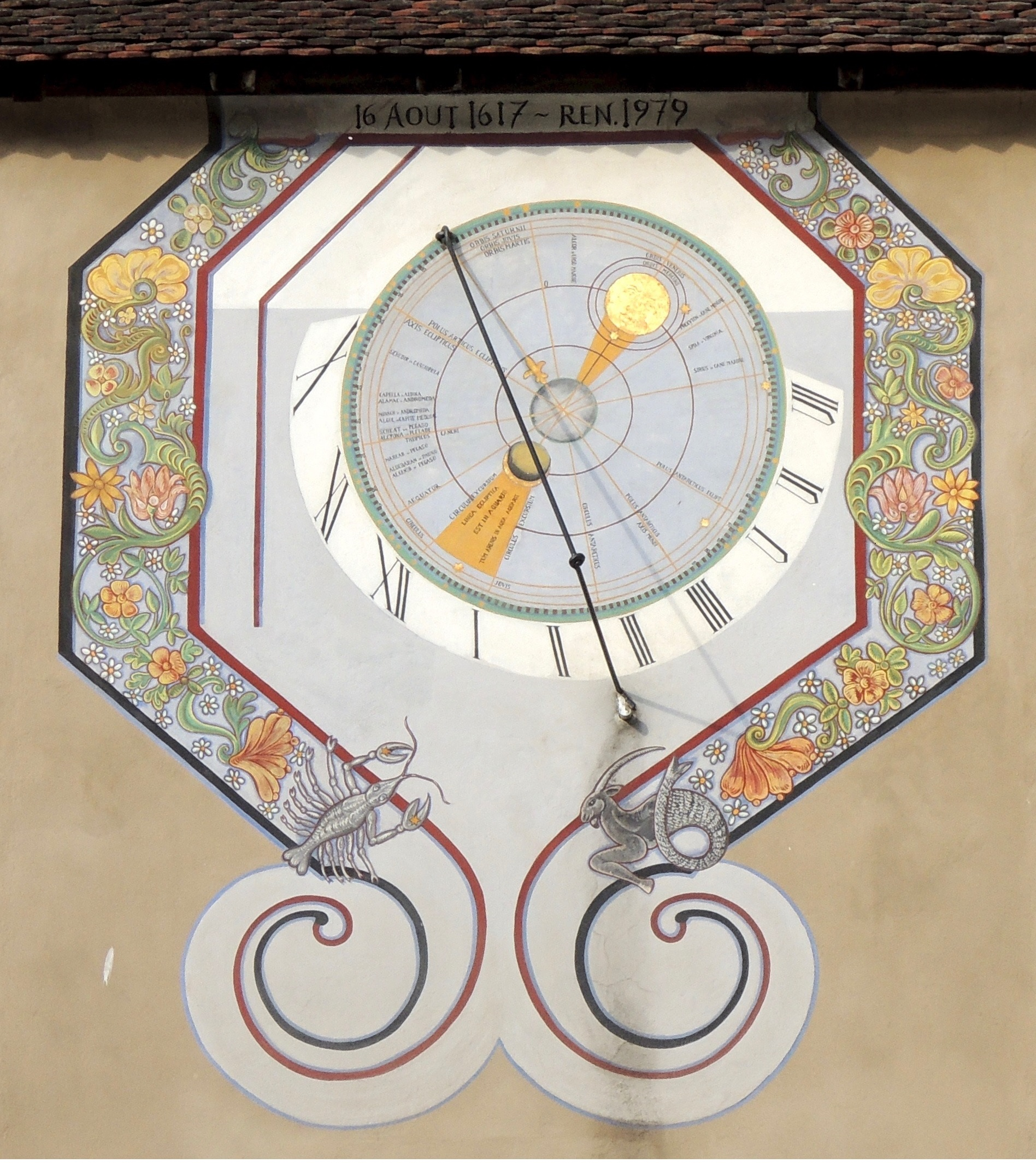
Sonnenuhr des Klosters Rouffach

Die Sonnenuhr des Klosters Rouffach befindet sich im ehemaligen Minoritenkloster von Rouffach im Elsaß. Diese Sonnenuhr hat eine Besonderheit: sie ist auf einem Wandgemälde aufgetragen, das die Welt nach einem geoheliozentrischen Weltbild darstellt.
Sie stammt vermutlich aus dem 17. Jahrhundert und wurde 1979 restauriert.

## Beschreibung
Die Sonnenuhr befindet sich an der Südfassade der Katharinenkirche, im Kreuzgang des Klosters. Dieser Platz ist zu gewöhnlichen Zeiten nicht zugänglich und somit nicht zu besichtigen. Das Gebäude und die Sonnenuhr stehen als Monument historique unter Denkmalschutz.
Sie besteht aus einem Wandgemälde, das circa 3,50 m × 3,80 m groß ist, auf das bei Sonnenschein ein Polstab aus Metall seinen Schatten wirft.

### Gnomonische Eigenschaften
Sie ist eine vertikale, westabweichende Sonnenuhr: die Richtung der tragende Wand ist von circa 37° nach Westen gedreht im Vergleich einer vollständigen Südorientierung. Sie wird daher erst nach 10 Uhr Morgens von der Sonne beschienen. Der Polstab ist eine 1,60 m lange Eisenstange wird von einem Fuß gehalten, der ihm die gute Richtung (parallel zur Rotationsachse der Erde) vorgibt.
Die Uhr zeigt die Sonnenzeit. Seine Stundenskala besteht nur aus großen römischen Zahlen, die um einen großen Kreis angeordnet sind. Diese Zahlen sind alle auf den Befestigungspunkt des Polstabs ausgerichtet, so brauchte man keine Stundenlinien aufzeichnen. Innerhalb des Kreises ist eine astronomische Szene vorgestellt.
Diese Sonnenuhr hat keine Jahreszeitskala, obwohl zwei Zeichen des Tierkreises geschildert sind: Krebs und Steinbock, als Symbole für Sommer und Winter. Sie gehören zu einem blumigen achteckigen Fries, der das ganze Gemälde umgibt.

### Das astronomische Bild

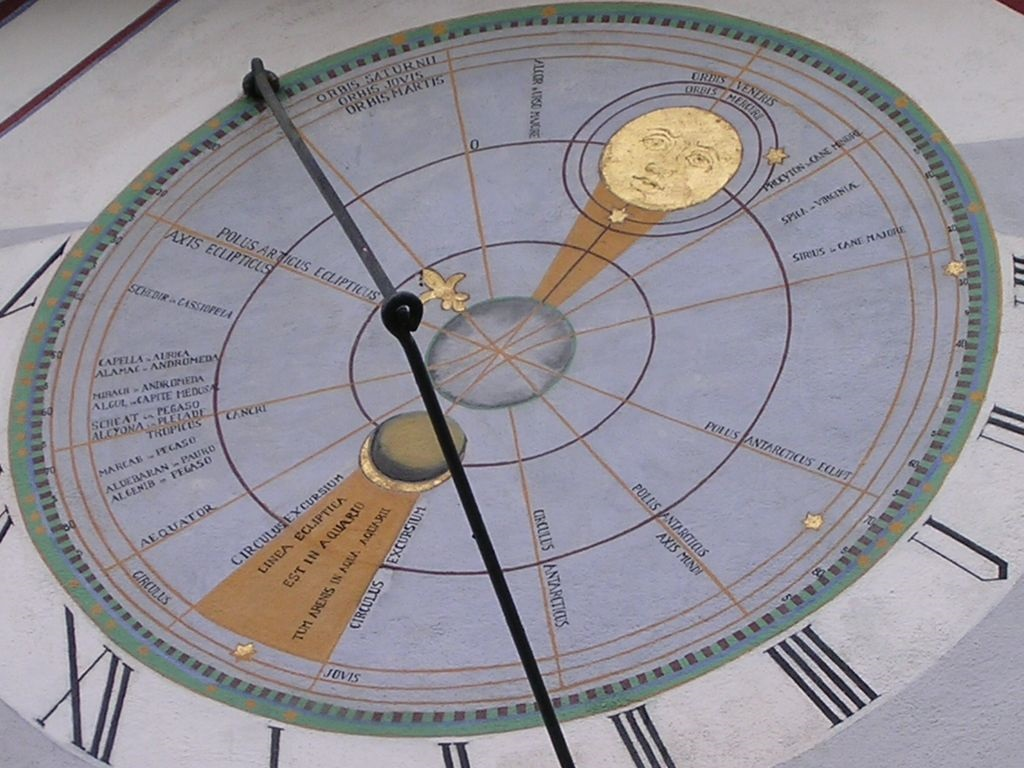
Das geohelioszentrische Weltbild

Das astronomische Bild befindet sich in der Mitte des Gemäldes. Es zeigt die Welt in einer geoheliozentrischen Kosmologie. Die Erde sitzt im Zentrum des Bildes, der Mond und die Sonne sind auf Kreisen aufgezeichnet, die ihre Bahnen um die Erde bedeuten. Weiter nach außen erkennt man derselben die Umlaufbahnen der oberen Planeten Mars, Jupiter und Saturn. Aber die Bahnen von Merkur und Venus kreisen um die Sonne. Die äußere Grenze des Universums ist durch einen grünen Kreisring dargestellt, der die Kugel der Fixsterne symbolisiert.
Ein ähnliches Weltmodell findet man bei Martianus Capella (5. Jh.), Valentin Naboth (16. Jh.) oder Andrea Argoli (17. Jh.).
Auf der Himmelskugel sind 42 Sterne angegeben; 14 davon sind durch radiale Inschriften mit ihrem Namen genau gekennzeichnet: Mirach in Andromeda, Sirius in Cane Majore usw. Die Schriften stehen ihrer Deklination gegenüber auf einer Winkelskala.
Außerdem sind auf dieser Zeichnung bemerkenswerte Durchmesser oder Strahlen gezeichnet und mit einer lateinischen Legende versehen: die Weltachse (Axis Mundi), der Äquator (Æquator), die Tropen (Tropicus Cancri, Capricorni), die Ekliptik (Linea Ecliptica), ihre Achse und Pole auf den Polarkreisen, und schließlich die Grenzenkreise des Zodiakstreifens (Circulus Excursuum), die hier durch Strahlen dargestellt sind. Innerhalb dieser letzten ist der Tierkreis durch zwei orangengelbe Bereiche angegeben.

## Geschichte

### Datierung
Die geoheliozentrische Darstellung der Welt und die Abwesenheit von den Planeten, die mit bloßem Auge nicht sichtbar sind, lassen schließen, dass die Rouffacher Sonnenuhr aus dem 17. Jahrhundert stammt. Diese Hypothese ist aber bis heute in keiner Schrift bestätigt. Auf dem Giebel, über dem Gemälde steht das Datum vom 16. August 1617 geschrieben. Dieses Datum ist aber falsch, es wurde während der letzten Restaurierung auf der Grundlage einer falschen Hypothese geschrieben.

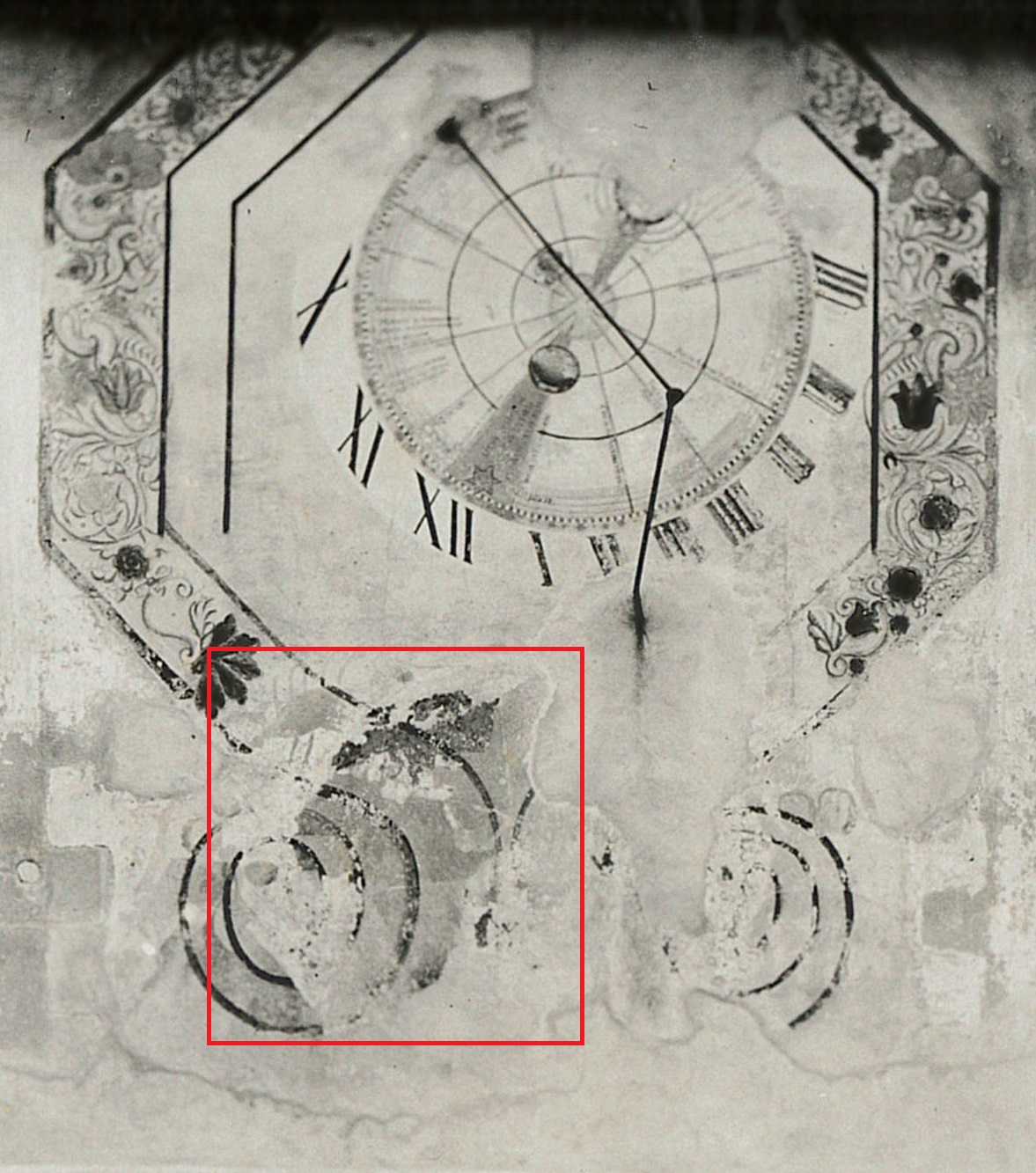
Ansicht der Sonnenuhr 1911. Im roten Rahmen, die geographische Karte

### Die Restaurierung von 1979
1970 war der Putz, auf dem das Gemälde gezeichnet ist, in einem schadhaften Zustand. Bild und Inschriften drohten zu verschwinden. Ein erfahrener Gnomonist, René R. J. Rohr, wies auf den schadhaften Zustand hin und erwirkte bei den zuständigen Behörden eine Restaurierung, um diese historische Sonnenuhr zu retten. Die Arbeiten wurde 1979 unter seiner Aufsicht durchgeführt.
Während dieser Restaurierung wurden mehrere Änderungen an der Zeichnung gebracht: Position des Mondes und der Planeten Mars, Venus und Saturn. R. J. Rohr war überzeugt, dass das Bild eine Mondfinsternis zeigen wollte, welche im August 1617 stattfand.

### Die geographische Karte

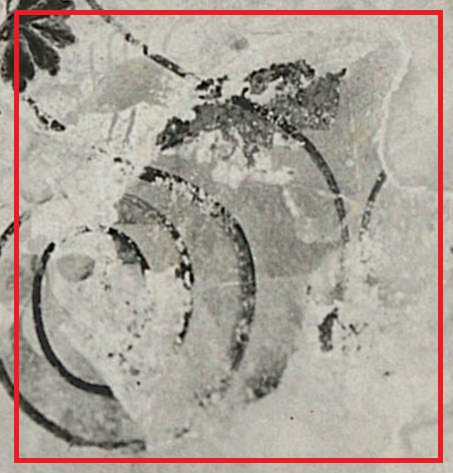
Die geographische Karte, Detailansicht

2017 stellten Untersuchungen von Fotografien aus dem Jahr 1911 klar, dass früher das Gemälde auch eine Geographiekarte enthielt, die zumindest Europa, Afrika und Nahosten zeigte. Diese Karte wurde vermutlich während der vorletzten Veränderung um das Jahr 1848 von den Voluten des Zierfrieses übermalt.
Die gesamte Geschichte der Sonnenuhr von Rouffach und seines Wandgemäldes ist bis heute noch nicht dargestellt, die älteste bekannte Schrift darüber stammt aus dem Jahr 1906.